# Mailand–Sanremo 1977
Mailand–Sanremo 1977 war die 68. Austragung von Mailand–Sanremo, einem eintägigen Radrennen. Es wurde am 19. März 1977 über eine Distanz von 288 km ausgetragen.
Das Rennen wurde von Jan Raas vor Roger De Vlaeminck und Wilfried Wesemael gewonnen.

## Teilnehmende Mannschaften
| Profi-Radsportteams (23)- Frisol-Thirion-Gazelle - Brooklyn - Bianchi - Flandria-Velda-Latina Assicurazioni - Jollj Ceramica - Maes Pils-Mini Flat - Fiat France - G.B.C.-Itla-TV Color - Peugeot-Esso-Michelin - Magniflex-Torpado - Selle Royal-Contour-Alan - IJsboerke-Colnago - Teka - Scic - TI-Raleigh - Zonca-Santini - Sanson - Kas-Campagnolo - Ebo-Superia - Fiorella-Mocassini - Kaenel - Novostil-Transmallorca-Gios - Vibor |
| |

## Ergebnis
| Rang | Fahrer                 | Team                           | Zeit       |
| ---- | ---------------------- | ------------------------------ | ---------- |
| 1    | Jan Raas               | Frisol-Thirion-Gazelle         | 6h 41' 59" |
| 2    | Roger De Vlaeminck     | Brooklyn                       | + 3"       |
| 3    | Wilfried Wesemael      | Frisol-Thirion-Gazelle         | + 5"       |
| 4    | Rik Van Linden         | Bianchi-Campagnolo             | + 5"       |
| 5    | Freddy Maertens        | Flandria-Velda-Latina-Flandria | + 5"       |
| 6    | Pierino Gavazzi        | Jollj Ceramica                 | + 5"       |
| 7    | Walter Planckaert      | Maes Pils-Mini Flat            | + 5"       |
| 8    | Patrick Sercu          | Fiat France                    | + 5"       |
| 9    | Gabriele Landoni       | G.B.C.                         | + 5"       |
| 10   | Jean-Luc Vandenbroucke | Peugeot-Esso-Michelin          | + 5"       |